# Liste von Persönlichkeiten der Philipps-Universität Marburg
Dieser Artikel listet Persönlichkeiten der Philipps-Universität Marburg auf.

## Professoren

### Theologie
evangelische Theologen
- Ernst Christian Achelis
- Samuel Andreae
- Daniel Arcularius (um 1540–1596) – Professor, Ephorus, Dekan und Rektor
- Moritz Johann Heinrich Beckhaus – Professor, Dekan, Rektor
- Karl Bornhäuser
- Karl Budde – Alttestamentler
- Rudolf Bultmann – Neutestamentler
- Wolf Wilhelm Friedrich Graf von Baudissin – Religionsgeschichtler und Autor
- Johannes Crocius – war auch Rektor der Universität
- Andreas Leonhard Creuzer – praktischer Theologe und Ehrenbürger von Marburg
- Johann Lorenz Crollius (1641–1709) – reformierter Theologe, Professor, Dekan, Rektor
- Georg Cruciger – lutherischer Theologe, Professor der Hebräischen Sprache
- Sebastian Curtius – deutscher reformierter Geistlicher und Theologe sowie Dekan und Rektor
- Bernhard Duising (1673–1735) – reformierter Prediger und Theologe, Professor, Ephorus, Dekan und Rektor
- Heinrich Duising – reformierter Theologe, Professor, Dekan, Rektor
- Heinrich Frick – systematischer Theologe und Religionswissenschaftler
- Ernst Fuchs – Neutestamentler und Hermeneutiker
- Gerhard Geldenhauer – Humanist und Reformator
- Kurt Goldammer – Religionswissenschaftler und Paracelsus-Forscher
- Wolfgang Hage – evangelischer Theologe und Kirchengeschichtler
- Adolf Harnack – evangelischer Theologe und Kirchengeschichtler
- Wolfgang Harnisch – evangelischer Theologe und Neutestamentler
- Melchior Hartmann – Professor, Dekan, Rektor
- Friedrich Heiler – Religionswissenschaftler
- Carl Friedrich Georg Heinrici – evangelischer Theologe
- Wilhelm Heitmüller – Neutestamentler und evangelischer Theologe
- Ernst Ludwig Theodor Henke – evangelischer Theologe
- Heinrich Heppe – evangelischer Theologe und Wegbereiter des Marburger theologischen Liberalismus
- Heinrich Hermelink – evangelischer Kirchenhistoriker
- Wilhelm Herrmann – evangelischer Theologe
- Johann Heinrich Hottinger der Jüngere – reformierter Theologe, Professor, Dekan und Hochschullehrer
- Wolfgang Huber – evangelischer Theologe
- Ägidius Hunnius der Ältere – evangelischer Theologe
- Andreas Hyperius – evangelischer Theologe und Reformator
- Jörg Jeremias – evangelischer Theologe und Alttestamentler
- Adolf Jülicher – evangelischer Theologe, Neutestamentler und Kirchengeschichtler
- Karl Wilhelm Justi
- Otto Kaiser – evangelischer Theologe und Alttestamentler
- Peter Kawerau
- Siegfried Keil
- Johann Christian Kirchmayer
- Christian Friedrich Kling (1800–1862), evangelischer Theologe, Professor 1833–1842, 1837 Dekan
- Adam Krafft
- Johann Wilhelm Krafft
- Werner Georg Kümmel
- Franz Lambert von Avignon
- Wilhelm Mangold – Student, Privatdozent, Professor, 1867 Dekan der theologischen Fakultät, 1870 Rektor der Marburger Universität
- Ludwig Christian Mieg – reformierter Theologe
- Carl Mirbt
- Johann Hartmann Misler
- Johann Nikolaus Misler
- Johann Molther (1561–1618) – Professor und Rektor
- Julius Müller
- Johann Christian Multer – erster ordentlicher Professor der katholischen Theologie
- Wilhelm Münscher
- Alfred Niebergall – Student, Professor, Dekan, Universitätsprediger, Rektor der Marburger Universität 1962–1964
- Friedrich Niebergall
- August Sebastianus Nouzenus (1503–1536) – Hebraist, Professor und Rektor
- Rudolf Otto
- Reinhold Pauli – reformierter Theologe, Professor und Rektor
- Karl Pinggéra – Kirchenhistoriker
- Martin Rade
- Ernst Ranke
- Nicolaus Roding (1519–1580) – Professor und Rektor
- Kurt Rudolph
- Wilhelm Scheffer – reformierter Theologe (Professor, Dekan, Rektor)
- Ludwig Schick – Kirchenrechtler
- Werner H. Schmidt
- Hans Schneider – evangelischer Theologe und Kirchenhistoriker
- Hans von Soden
- Gregorius Stannarius – reformierter Geistlicher, Theologe und Philosoph
- Dietrich Stollberg
- Kaspar Sturm
- Heinrich Wilhelm Josias Thiersch
- Paul Tillich
- Leander van Eß – katholischer Theologe, Kirchenhistoriker
- Heinrich Vietor († 1576), Professor, Ephorus und Rektor
- August Vilmar
- Ludwig Wachler
- Johannes Weiß
- David Samuel Daniel Wyttenbach
- Johann Lorenz Zimmermann (1762–1834) – Professor, Dekan, Rektor, Ephorus
- Christian Zippert – praktischer Theologe, Liturgiewissenschaftler und Bischof der Evangelischen Kirche von Kurhessen-Waldeck
- Eduard Zeller
- Winfried Zeller (1911–1982), Kirchenhistoriker

### Philosophie
Waren die hier genannten Personen nicht nur Philosophen, sondern übten auch noch weitere bedeutende zum Teil mit Marburg in Verbindung stehende Berufe, Ämter etc. aus, so sind letztere gesondert mit war auch erwähnt
- Peter Bieri – war auch unter dem Pseudonym Pascal Mercier bekannter Schriftsteller
- Karl Theodor Bayrhoffer
- Reinhard Brandt
- Hermann Cohen – war auch Mitbegründer der Schule des Marburger Neukantianismus
- Julius Ebbinghaus – war auch Universitätsrektor
- Erich Frank
- Hans-Georg Gadamer
- Rudolf Goclenius der Ältere – war auch Professor für Logik, Ethik und Metaphysik und Hexentheoretiker
- Nicolai Hartmann – war auch Fundamentalontologe, bedeutender Vertreter des kritischen Realismus und einer der wichtigen Erneuerer der Metaphysik im 20. Jahrhundert
- Martin Heidegger
- Heinz Heimsoeth
- Hans Heinz Holz
- Peter Janich
- Dietmar Kamper – war auch Schriftsteller, Soziologe und Erziehungswissenschaftler
- Hermann Friedrich Kahrel (1719–1787) – Rechtswissenschaftler und Philosoph, mehrmals Dekan
- Friedrich Albert Lange – war auch Neukantianer, Ökonom, Pädagoge und Sozialist
- Karl Löwith
- Georg Misch – war auch Historiker
- Paul Natorp – war auch Pädagoge und Mitbegründer der Marburger Schule des Neukantianismus
- Klaus Reich – verfasste bahnbrechende Schriften über Kant
- Caspar Rudolph (1501–1561) – Professor, Rektor, Stipendiatenephorus
- Johann Caspar Santoroc – mehrfach Dekan der Philosophischen Fakultät, Prorektor, Pädagogiarch
- Philipp Casimir Schlosser
- David Theodor August Suabedissen – war auch Pädagoge und Theologe
- Burkhard Tuschling (1937–2012)
- Wolfgang Wieland

### Soziologie
Waren bzw. sind die hier genannten Personen nicht nur Soziologen, sondern üb(t)en auch noch weitere bedeutende zum Teil mit Marburg in Verbindung stehende Berufe, Ämter etc. aus, so sind letztere gesondert mit war bzw. ist auch erwähnt
- Mathias Bös
- Maria Funder

### Rechtswissenschaften
- Gottfried Achenwall
- Wilhelm Christoph Friedrich Arnold
- Nikolaus Asclepius (um 1500–1571), Rechtswissenschaftler, Philosoph, Staatsmann, Professor und Prorektor
- Anton Bauer
- Volker Beuthien
- Johann Wilhelm Bickell – Kirchenrechtler, 1846 Justizminister
- Monika Böhm – Rechtswissenschaftlerin und Landesanwältin am Hessischen Staatsgerichtshof in Wiesbaden.
- Johann Viktor Bredt
- Rudolf Bruns – Zivilprozessrechtler
- Conrad Büchel – Promotion, Professor, Dekan, Rektor
- Johann Peter Bucher
- Johann Ludwig Conradi
- Carl Crome
- Johann Heinrich Dauber – Neugründer der Philipps-Universität 1653, hessen-kasselischer Vizekanzler
- Ludwig Friedrich Wilhelm Duncker
- Johann Eisermann – genannt Ferrarius Montanus, Religionsgelehrter, Jurist und erster Rektor der Universität
- Ludwig Enneccerus – Jurist, Politiker
- Johann Heinrich Christian Erxleben (1753–1811) – Jurist, Prorektor, Vizekanzler
- Johann Georg Estor (1699–1773) – Jurist, Vizekanzler der Universität
- Johann Feige (1482–1543) – Kanzler der Landgrafschaft Hessen
- Felix Genzmer – Jurist und Skandinavist
- Johannes Goddaeus, Rechtswissenschaftler und Rektor der Universität
- Johannes Goeddaeus (1651–1719) – Rechtswissenschaftler, Professor, Dekan und Rektor
- Hubert Görg
- Erich Graff – Professor, Dekan, Vizekanzler und Rektor der Universität
- Peter Häberle
- Karl Alfred Hall
- Wigand Happel (1522–1572), Professor und Rektor
- Tobias Helms
- Heinrich Wilhelm Herrfahrdt
- Gerhard Hoffmann
- Johann Andreas Hofmann – Professor, Dekan, Rektor
- Arnold Moritz Holtermann – 1670 und 1679/80 Rektor der Universität
- Aemilius Ludwig Hombergk zu Vach – auch Kanzler der Universität
- Johann Friedrich Hombergk zu Vach – Rektor und Kanzler der Universität
- Sylvester Jordan – Politiker
- Ludwig Martin Kahle – Professor, Dekan, Prorektor
- Johann Kitzel (1574–1627) – ordentlicher Professor der Rechte
- Johannes Kleinschmidt (1607–1663) – ordentlicher Professor, Universitätssyndikus und Dekan
- Johann Henrich Kleinschmidt (1652–1732) – ordentlicher Professor, Dekan und Rektor
- Johann Carl König – ordentlicher Professor, Dekan, Prorektor
- Franz Leonhard
- Christoph Lersner (1520–1603) – ordentlicher Professor der Rechte
- Hermann Lersner (1535–1613) – ordentlicher Professor der Rechte, Rektor und Vizekanzler der Universität
- Jakob Lersner (1504–1579) – ordentlicher Professor der Rechte und Vizekanzler der Universität
- Johann Lersner (1512–1550) – ordentlicher Professor der Rechte, Rektor
- Franz von Liszt – Strafrechtler und Politiker
- Eduard Sigismund Loebell (1791–1869) – ordentlicher Professor der Rechtswissenschaft und Vizekanzler der Universität
- Ferdinand Mackeldey
- Dieter Meurer
- Hans Münkner war von 1972 bis 2000 Professor für in- und ausländisches Gesellschaftsrecht und Genossenschaftslehre
- Johann Oldendorp
- Eduard Platner – Professor, Dekan und Rektor
- Bodo Pieroth
- Nicolaus Prick (1630–1692) – Professor, Dekan und Rektor
- Rudolf Reinhardt
- Dieter Rössner – Rechtswissenschaftler, Kriminologe und Strafrechtler
- Friedrich Carl von Savigny – Staatsmann
- Leo von Savigny
- Walther Schücking – Völkerrechtler, erster deutscher Richter am Ständigen Internationalen Gerichtshof in Den Haag, Politiker
- Erich Schwinge – Militärrechtler mit NS-Vergangenheit
- Heinrich Christian von Selchow
- Sven Simon – Jurist, Professor für Völkerrecht und Europarecht mit öffentlichem Recht, MdEP[1]
- Regner Sixtinus (1543–1617)
- Johann Jakob Sorber – Professor, Dekan, Prorektor
- Otto Stoelzel (1869–1945) – Professor, Verwaltungsrechtler
- Justus Stude (um 1507–1570) – Professor, Dekan, Rektor
- Johannes Tesmar (1643–1693) – Professor, Dekan, Rektor
- Ludwig Traeger (1856/1858–1927) – Professor, Dekan, Rektor
- August Ubbelohde – Universitätsrichter, Vertreter der Universität Marburg im preuss. Herrenhaus
- Cornelius van den Velde (1670–1731) – Professor, Dekan, Rektor
- Karl Friedrich Vollgraff – Jurist und Soziologe
- Johann Wilhelm Waldschmiedt (1682–1741) – Professor, Dekan, Rektor
- Ernst Wolf
- Christian Wolff – Philosoph, Jurist, Mathematiker
- Otto Philipp Zaunschliffer

### Politik
- Johannes M. Becker ist auch Friedensforscher und Geschäftsführer am Zentrum für Konfliktforschung der Philipps-Universität
- Ursula Birsl
- Annette Henninger
- John Kannankulam
- Thomas Noetzel
- Rachid Ouaissa
- Theo Schiller
- Bettina Westle
- Hubert Zimmermann

### Wirtschaftswissenschaften
- Walter Braeuer – Volkswirt
- Eberhard Dülfer – Volkswirt
- Walter Hamm – Volkswirt
- Asta Hampe – Statistikerin
- Karl Paul Hensel – Nationalökonom
- Ernst Heuss – Volkswirt
- Bruno Hildebrand – Volkswirt
- Johann Heinrich Jung-Stilling – Kameralist, Star-Operateur, pietistischer Schriftsteller
- Nathanael Gottfried Leske – Kameralist
- Michael Alexander Lips – Staatswissenschaftler
- Hermann Paasche – Staatswissenschaftler
- Alfred Schüller – Volkswirt
- Wilhelm Röpke – Ökonom
- Walter Troeltsch – Volkswirt
- Horst Zimmermann

### Medizin

#### Anatomie
- Ernst Daniel August Bartels
- Christian Heinrich Bünger
- Friedrich Matthias Claudius (1822–1869)
- Carl Ludwig – Extraordinarius für Vergleichende Anatomie
- Joseph Disse – Anatom, Histologe
- Franz Ludwig Fick (1813–1858)
- Emil Gasser (1847–1919)
- Nathanael Lieberkühn
- Samuel Christian Lucae (1787–1821)
- Georg Marius – 1568/69 zum Rektor gewählt
- Christian Friedrich Michaelis (1754–1814)
- Hans Strahl (1857–1920)
- Guido Richard Wagener

#### Augenheilkunde
- Alfred Bielschowsky – war auch (Mit-)Begründer der Deutschen Blindenstudienanstalt in Marburg
- Wilhelm Grüter (1882–1963)
- Johann Heinrich Jung (genannt Jung-Stilling) war auch Cameralist und pietistischer Schriftsteller
- Werner Kyrieleis
- Karl Stargardt – Entdecker des Morbus Stargardt

#### Chirurgie
- Dietrich Wilhelm Heinrich Busch (1788–1858) – Chirurg und Geburtshelfer
- Paul Leopold Friedrich (1864–1916)
- Rudolf Klapp (1873–1949)
- Ernst Küster
- Wilfried Lorenz – Wegbereiter der Theoretischen Chirurgie
- Wilhelm Roser
- Matthias Rothmund
- Ferdinand Sauerbruch
- Christoph Ullmann (1773–1849) – auch Augenheilkundler
- Rudolf Zenker- erste Herztransplantation in Deutschland

#### Gynäkologie und Geburtshilfe
- Ernst Bach (1899–1944) – Gynäkologe
- Eduard Caspar von Siebold (1801–1861) – Gynäkologe und Geburtshelfer
- Karl Christoph Hüter – Geburtshelfer
- Georg Wilhelm Stein der Ältere – Geburtshelfer und Chirurg
- Georg Wilhelm Stein der Jüngere – Geburtshelfer
- Walter Stoeckel (1871–1961) – Gynäkologe und Geburtshelfer

#### Immunologie und Hygiene
- Emil von Behring – Träger des ersten Nobelpreises für Medizin
- Wilhelm Pfannenstiel
- Werner Slenczka – Entdecker des Marburg-Virus
- Erich Wernicke

#### Innere Medizin
- Gustav von Bergmann
- Hans Erhard Bock
- Ludolph Brauer
- Gustav Adolf Martini (1916–2007)
- Günther Simon
- Ernst Thesing
- Peter von Wichert
- Johannes Hinrich von Borstel

#### Pädiatrie
- Josef Becker (1895–1966)
- Horst Bickel (1918–2000)
- Ernst Freudenberg (1884–1967)
- Friedrich Linneweh (1908–1992)

#### Pathologie
- Ludwig Aschoff (1866–1942) – Aschoff-Tawara-Knoten
- Friedrich Wilhelm Beneke (1824–1882)
- Christian Friedrich Crocius (1623–1673) – Professor, Dekan, Rektor
- Peter Gedigk (* 1920) – Professor, Lehrstuhlinhaber
- Johann Heinrich Sternberg (1774–1809) – war auch Leiter des Elisabethhospitals und einer der Anführer im Marburger Aufstand von 1809

#### Psychiatrie
- Heinrich Cramer (1831–1893)
- Helmut E. Ehrhardt (1914–1997)
- Maximilian Jahrmärker (1872–1943)
- Ernst Kretschmer (1888–1964)
- Helmut Remschmidt (* 1938) – Kinder- und Jugendpsychiater
- Hermann Stutte (1909–1982) – Kinder- und Jugendpsychiater
- Franz Tuczek (1852–1925) – Professor, Dekan, Rektor, Klinikdirektor
- Werner Villinger (1887–1961) – Kinder- und Jugendpsychiater
- Doris Weber (* 1916)[2] – Jugendpsychiaterin (Autismusforscherin)

#### Zahnmedizin
- Paul Adloff (1870–1944) – war auch Anthropologe
- Guido Fischer (1877–1959)

#### Weitere Mediziner
- Ernst Gottfried Baldinger (1738–1804)
- Jean Borel (1684–1747), deutsch-französischer Mediziner und Physiker (Professor, Dekan, Rektor)
- Johann Wilhelm Heinrich Conradi (1780–1861)
- Euricius Cordus (1486–1535) – Mediziner und Botaniker, gilt als einer der Begründer der wissenschaftlichen Botanik in Deutschland
- Janus Cornarius (1500–1558) – Mediziner, Humanist
- Johann Dryander (1500–1560) – Anatom, Arzt, Mathematiker und Astronom
- Leopold Eichelberg (1804–1879) – Mediziner und Revolutionär
- Rudolf Happle (1938) – Arzt und Limerickautor
- Johannes Hartmann (1568–1631) – Universalgelehrter
- Arthur Heffter (1859–1925) – Pharmakologe
- Johann Moritz David Herold (1790–1862) – Arzt, Anatom, Zoologe und Naturhistoriker
- Karl Friedrich von Heusinger (1792–1883) – Anatom, Pathologe, Physiologe und Medizinhistoriker
- Horst Franz Kern (* 1938) – Anatom, Histologe und Zellbiologe; Unipräsident 2000–2003
- Albrecht Kossel (1853–1927) – Mediziner, Physiologe und Biochemiker; Nobelpreis 1910
- Eduard Külz (1845–1895) – Physiologe
- Conrad Theodor Linker (1622–1660) – Medicin und Eloquenz
- Otto Loewi (1873–1961) – Pharmakologe
- Adam Lonitzer (Lonicerus) (1528–1586) – Naturforscher, Arzt und Botaniker
- Johannes Meckbach (1495–1555) – Professor und Rektor
- Johann Conrad Melm (1677–1714) – Professor, Dekan, Rektor
- René du Mesnil de Rochemont – Radiologe
- Hans Meyer (1877–1964) – Radiologe
- Jakob Müller (1594–1637) – Humanmediziner und Mathematiker
- Hermann Nasse – Physiologe (Professor, Dekan, Rektor)
- Daniel Nebel (1664–1733) – Mediziner, Apotheker und Botaniker sowie Kurpfälzischer Hofarzt; langjähriger Dekan der medizinischen Fakultät und Rektor der Universität
- Philipp Jacob Piderit (1753–1817), Mediziner in Kassel
- Johannes Pincier (1556–1624), Mediziner und Hochschullehrer
- Max Rubner (1854–1932) – Hygieniker und Staatsarzneikundler
- Theodor Rumpf (1851–1934) – Internist, Infektiologe und Neurologe
- Victorinus Schönfeldt (1525–1592) – Mathematiker und Mediziner; Leibarzt von Landgraf Wilhelm IV
- Philipp Georg Schröder (1729–1772) – Mediziner und Physiker; Student, Professor, Dekan und Rektor
- Jacob van den Velde (1676–1737) – Mediziner, Student, Professor, Dekan und Rektor
- Georg Gerhard Wendt (1921–1987) – Humangenetiker
- Johannes Hinrich von Borstel (* 1988) – Mediziner, Bestsellerautor und Wissenschaftskommunikator

### Pharmazie
- Peter Dilg – Pharmazeut und Pharmaziehistoriker
- Alfred Fahr – Pharmazeut
- Christoph Friedrich
- Max Wichtl – Pharmazeut
- Constantin Zwenger – Pharmazeut

### Psychologie
Waren bzw. sind die hier genannten Personen nicht nur Psychologen, sondern üb(t)en auch noch weitere bedeutende zum Teil mit Marburg in Verbindung stehende Berufe, Ämter etc. aus, so sind letztere gesondert auch miterwähnt
- Heinrich Düker – war auch SPD-Politiker
- Irmela Florin
- Erich Rudolf Jaensch – war auch Philosoph
- Gustav A. Lienert
- Manfred Ritter
- Frank Rösler
- Detlef Rost – ist auch Initiator des Marburger Hochbegabtenprojektes
- Hartmann Scheiblechner
- Rainer Schwarting
- Werner Villinger – Kinder- und Jugendpsychiater

### Sprache,LiteraturundSprechen
- Luise Berthold – Sprachwissenschaftlerin und Germanistin
- Ina Bornkessel-Schlesewsky – Neurolinguistin
- August Buck – Romanist
- Heinrich J. Dingeldein – Sprach- und Kulturwissenschaftler, Vizepräsident
- Johann Nikolaus Funck (1715–1758) – Philologe
- Johann Gustav Gildemeister – Orientalist
- Joachim Göschel – Dialektologe, Phonetiker
- Christa Heilmann – Sprechwissenschaftlerin
- Cornelius Hölk – Philologe
- Victor Aimé Huber – Professor für neue und abendländische Sprachen
- Hermann Jacobsohn – Philologe
- Gisbert Keseling – Professor für Germanische und Deutsche Philologe
- Hermann Kirchner – Poetiker, Rhetoriker, Historiker, Jurist
- Josef Kunz – Professor für Neuere Deutsche Literatur 1960–1971
- Hans-Joachim Lope – Romanische Philologie
- Werner Milch –  Literaturwissenschaftler
- Margret Neuss – Philologin, Professor für Japanologie
- Karl Schröder – sozialdemokratischer Schriftsteller; Promotion in Marburg
- York-Gothart Mix – Literaturwissenschaftler
- Karl Wilhelm Piderit (1815–1875) – Philologe
- Jakob Andreas Porte (1706–1787) – Professor der französischen Sprache
- Werner Schröder – Mediävist
- Theodor Vietor (1560–1645) – Professor der Griechischen Sprache, Dekan und Rektor
- Ernst Theodor Voss (1928–2024) – Professor für Neuere deutsche Literatur 1976–1993
- Hermann Vultejus – Kanzler, Staatsmann; in Marburg Professor für Altgriechisch
- Richard Wiese – Sprachwissenschaftler
- Christian Winkler – Sprechwissenschaftler

### Geschichte
- Georg von Below
- Bernhard vom Brocke
- Karl Christ
- Dietrich Claude
- Werner Geise
- Winfried Held – klassischer Archäologe
- Johannes Magirus
- Wilhelm Mommsen
- Helmut Roth – Prähistoriker
- Johann Hermann Schmincke – Historiker
- Hans K. Schulze
- Ulrich Sieg
- Otto Volk

### Sozial- und Geisteswissenschaften
- Wolfgang Abendroth – Politologe
- Erich Auerbach – Romanist
- Hans Christoph Berg – Psychologe und Schulpädagoge
- Johannes Bering – Kantianer
- Helmut Beumann – Historiker
- Theodor Birt – Altphilologe
- Herbert Birtner – Musikwissenschaftler
- Elisabeth Blochmann – Pädagogin
- Hartmut Bobzin – Orientalist
- Franz Borkenau – Soziologe, Historiker
- Helmut von Bracken – Pädagoge
- Walther Bremer – Prähistoriker
- Horst Breuer – Anglist
- Franz Brunhölzl – Mittelalterphilologe
- Wilhelm Busch – Historiker
- Hermann von dem Busche – Humanist
- Broder Carstensen – Anglist
- Eckart Conze – Historiker
- Karl Christ – Althistoriker
- Georg Friedrich Creuzer – Altphilologe
- Michael Conrad Curtius (1724–1802) – Philologe und Historiker
- Ernst Robert Curtius – Romanist
- Ernst-Otto Czempiel – Politologe
- Ernst Dammann – Afrikanist und Religionskundler
- Ludwig Dehio – Historiker
- Frank Deppe – Politologe
- Max Deutschbein – Anglist
- Catharinus Dulcis – Romanist
- Kaspar Ebel – Philosoph
- Ernst Elster – Germanist
- Hans Engel – Musikwissenschaftler
- Joseph Friedrich Engelschall – Universitätsmaler, Professor d. Dicht- u. Zeichenkunst, Lyriker
- Wilhelm Fabricius – Historiker
- Walter Falk – Germanist
- Bernhard Forssman – Indogermanist
- Paul Friedländer – Philologe
- Albrecht Götze – Altorientalist
- Adolf Grabowsky – Politikwissenschaftler
- Richard Hamann – Kunstgeschichtler
- Richard Hamann-Mac Lean – Kunstgeschichtler
- Johann Adolph Hartmann – Historiker
- Gerhard Heilfurth – Volkskundler
- Walter Heinemeyer – Historiker
- Joachim Heinzle – Mediaevist
- Karl Helm – Germanist
- Uwe Hericks – Schulpädagoge
- Karl Friedrich Hermann – Altertumsforscher
- Eobanus Hessus – Humanist, Poet
- Andreas Hillgruber – Historiker
- Werner Hofmann – Wirtschaftssoziologe
- Otto Homburger – Kunsthistoriker (Hon.Prof.)
- Paul Jacobsthal – Archäologe
- Peter Jaeck – Sportwissenschaftler
- Michael Job – Indogermanist
- Herrmann Jungraithmayr – Afrikanist
- Carl Justi – Kunstgeschichtler
- Ferdinand Justi – Orientalist, Trachtenmaler
- Dirk Kaesler (Soziologe)
- Astrid Kaiser (Erziehungswissenschaftlerin)
- Dietmar Kamper Erziehungswissenschaftler, Vizepräsident Uni Marburg
- Guido Kaschnitz von Weinberg – Archäologe
- Wolfgang Klafki – Erziehungswissenschaftler
- Heinrich Klotz – Kunsthistoriker
- Max Kommerell – Germanist
- Eduard Koschwitz – Romanist und Begründer der Marburger Ferienkurse
- Katharina Krause – Kunsthistorikerin
- Werner Krauss – Romanist
- Richard Krautheimer – Kunsthistoriker
- Karl Lamprecht – Historiker
- Kurt Lenk – Politologe
- Max Lenz – Archivar und Historiker
- Susanne Lin-Klitzing – Schulpädagogin
- Johannes Lonicerus – Altphilologe
- Reinhard Lorich – Professor für Rhetorik und Dichtkunst
- Gert Mattenklott – Literaturwissenschaftler
- Heinz Maus – Soziologe
- Harry Maync – Germanist
- Gero von Merhart – Prähistoriker
- Werner Milch – Germanist
- Walther Mitzka – Germanist
- Walter W. Müller – Semitist
- Benedikt Niese – Klass. Philologe und Historiker
- Johannes Nobel – Indologe
- Ernst Nolte – Historiker
- Gerhard Oestreich – Historiker
- Horst Oppel – Anglist
- Heinrich Otten – Orientalist
- Kurt Otten – Anglist
- Petrus Paganus – Professor und Poet
- Hans Patze – Historiker
- Ingo Pini – Archäologe
- Peter von Polenz – Germanist
- Jürgen Petersohn – Historiker
- Anton von Premerstein – Althistoriker
- Karl Prümm – Medienwissenschaftler
- Wilhelm Rau – Indologe
- Georg von Rauch – Historiker
- Renate Rausch – Soziologin
- Dietrich Christoph von Rommel – Archivar und Historiker
- Günther Rönnebeck – Pädagoge und Ministerialbeamter
- Otto Rössler – Semitist
- Peter Rück – Historiker
- Peter Scheibert – Historiker
- Annemarie Schimmel – Orientalistin
- Walter Schlesinger – Historiker
- Arbogast Schmitt – Klassischer Philologe
- Heinrich Schmitthenner – Geograph
- Carl Schott – Geograph
- Edward Schröder – Germanist
- Leonhard Schultze – Geograph (ab 1912 Schultze-Jena)
- Hans K. Schulze – Historiker
- Johann Balthasar Schupp – Rhetoriker, Pastor und Schriftsteller
- Friedrich Sengle – Germanist
- Max Graf zu Solms – Soziologe
- Leo Spitzer – Romanist
- Ursula Spuler-Stegemann – Islamwissenschaftlerin
- Karl von den Steinen – Ethnologe
- Edmund E. Stengel – Historiker
- Heinz Stübig – Pädagoge
- Heinrich von Sybel – Historiker und Politiker
- Ludwig von Sybel – Archäologe
- Wilhelm Gottlieb Tennemann – Historiker und Philosoph
- Gyburg Uhlmann, geb. Radke, Klassische Philologin
- Wilhelm Viëtor – Anglist, Sprachwissenschaftler und Neuphilologe
- Friedrich Vogt – Germanist
- Justus Vultejus – Professor der Hebräischen Sprache
- Ludwig Wachler – Literarhistoriker, Theologe
- Karl Friedrich Weber – Klassischer Philologe
- Eduard Wechssler – Romanist
- Ingeborg Weber-Kellermann – Europäische Ethnologin und Dokumentarfilmerin
- Leo Weisgerber – Sprachwissenschaftler
- Julius Wellhausen – Orientalist
- Georg Wenker – Bibliothekar und Sprachwissenschaftler (Deutscher Sprachatlas)
- Georg Wissowa – Altphilologe
- Friedrich Wolters – Wirtschaftshistoriker
- Johann von Wowern – Politiker, Klassischer Philologe und Jurist
- Ferdinand Wrede – Bibliothekar und Sprachwissenschaftler (Deutscher Sprachatlas)
- Georg Wünsch Theologe und Kirchenpolitiker
- Otto Philipp Zaunschliffer – Jurist und Rhetoriker

### Naturwissenschaften/Mathematik

#### Biologie
- Friedrich Alverdes – Zoologe
- Friedrich Ludwig Emil Diels – Botaniker
- Armin Geus – Biologie- und Medizinhistoriker
- Karl Ritter von Goebel – Botaniker
- Gerhard Heldmaier – Physiologe
- Johann Moritz David Herold – Zoologe
- Hans-Dieter Klenk – Virologe
- Eugen Korschelt – Zoologe
- Roland Lill – Biochemiker
- Blasius Merrem – Zoologe
- Conrad Moench – Apotheker, Chemiker und Botaniker
- Karl Joachim Netter – Pharmakologe
- Wilhelm Nultsch – Botaniker
- André Pirson – Botaniker
- Hermann Remmert – Ökologe
- Otto Heinrich Schindewolf – Paläontologe
- Rudolf Schmitz – Pharmazeut
- Hans-Adolf von Stosch – Botaniker
- Rudolf K. Thauer – Mikrobiologe
- Albert Wigand – Pharmazeutischer Biologe

#### Chemie
- Hans Günter Aurich
- Karl Friedrich von Auwers
- Horst Böhme – Pharmazeutischer Chemiker
- Robert Bunsen
- Georg Ludwig Carius
- Rudolf Criegee – Entdecker der Criegee-Ozonolyse
- Kurt Dehnicke – Chemiker (Anorganiker)
- Karl Dimroth – Chemiker (Organiker)
- Friedrich Fittica
- Karl Theophil Fries
- Johannes Gadamer – Pharmazeutischer Chemiker
- Erwin Hellner
- Friedrich Hensel – Physikochemiker
- Erich Hückel – war auch Physiker
- Siegfried Hünig
- Wilhelm Jost – Physikochemiker
- Bernhard Kadenbach – Biochemiker
- Hans Kautsky
- Hermann Kolbe – Chemiker (Organiker)
- Hans Kuhn – Physikochemiker
- Georg Landgrebe (1800–1873) – Chemiker, Mineraloge, Physiker
- Hans Meerwein – Biochemiker
- Johannes Daniel Mylius
- Heinrich Nöth
- Christian Reichardt – Chemiker (Organiker)
- Günter Schmid – Chemiker (Anorganiker)
- Ernst Schmidt – Pharmazeutischer Chemiker
- Alfred Thiel
- Ferdinand Wurzer – war auch Mediziner
- Paultheo von Zezschwitz
- Theodor Zincke

#### Physik
- Hans Ackermann
- Ferdinand Braun
- Bruno Eckhardt
- Wilhelm Feußner – war auch Mathematiker und Universitätsbibliothekar
- Siegfried Flügge
- Ernst O. Göbel
- Gerald Grawert
- Siegfried Großmann
- Eduard Grüneisen
- Carl Hermann
- Ulrich Höfer
- Karl Hermann Knoblauch
- Stephan W. Koch
- Rudolf Kohlrausch
- Günther Ludwig
- Otfried Madelung
- Franz Melde
- Georg Wilhelm Munke
- Antonius Niger – war auch Mediziner
- Joachim Petzold (1928–2013)
- Mauritius Renninger
- Franz Richarz
- Stefan Schmitt-Rink
- Johann Gottlieb Stegmann
- Hans-Jürgen Stöckmann
- Wilhelm Walcher
- Hans Wolter

#### Mathematik
- Ilka Agricola
- Vojislav Gregorius Avakumović
- Manfred Breuer
- Alexander Dressler
- Adolf Abraham Halevi Fraenkel
- Christian Ludwig Gerling – Mathematiker, Physiker
- Helmut Hasse
- Johann Karl Friedrich Hauff (1766–1846), Professor der Mathematik und Physik, Oberaufseher des physikalischen Kabinetts, Vorstand des Staatswirtschaftlichen Instituts
- Kurt Hensel
- Maximilian Krafft
- Jürgen Lehn
- Horst F. Niemeyer
- Burkhard Mithoff (1501–1564), Professor der Mathematik, Physik und Astronomie
- Karl Reinhard Müller
- Alexander Peyerimhoff
- Kurt Reidemeister
- Denis Papin
- Arnold Schmidt
- Franz Karl Schleicher
- Victorinus Schönfeldt
- Friedrich Herrmann Schottky
- Friedrich Stegmann
- Johann Konrad Spangenberg – Mathematiker und Philosoph
- Christian Sturm
- György Targonski
- Heinrich Weber

#### GeowissenschaftenundKristallographie
- Rudolf Allmann – Kristallograph
- August Denckmann – Geologe
- Hansjörg Dongus – Geograph
- Wilhelm Dunker – Geologe und Malakologe
- Theobald Fischer – Geograph
- Werner Fischer – Kristallograph
- Erwin Hellner – Kristallograph
- Carl Hermann – Kristallograph
- Johann Friedrich Christian Hessel – Kristallograph
- Emanuel Kayser – Geologe und Paläontologe, Rector Magnificus und Prorektor der Philipps-Universität Marburg
- Fritz Laves – Kristallograph
- Günter Mertins – Geograph
- Johannes Justus Rein – Geograph
- Mauritius Renninger – Kristallograph
- Alfred Wegener – Entdecker der Kontinentalverschiebung, Pionier der Polarforschung

### Kunst
- Hans Engel – Musikwissenschaftler
- Gustav Jenner – Komponist, Dirigent und Träger der Ehrendoktorwürde der Philipps-Universität
- Friedrich Lange (1811–1870), Universitätsarchitekt und Hochschullehrer
- Kurt Utz – Universitätsmusikdirektor
- Jürgen Wittstock – Kunsthistoriker, 1986–2007 Direktor des Museums für Kunst und Kulturgeschichte

## Bibliothekare
- Johann Joachim Schröder – Theologe, Orientalist
- Johannes Bering – Philosoph
- Carl Julius Caesar – Altphilologe
- Wilhelm Fabricius
- Wolf Haenisch
- Otto Hartwig
- Ingeborg Schnack

## Alumni
A
- Sanae Abdi – Juristin, Politikerin (SPD), MdB
- Gabriele Abels – Politikwissenschaftlerin, Professorin, Richterin am Verfassungsgerichtshof für das Land Baden-Württemberg
- Thomas Adomeit – ev. luth. Theologe, Pfarrer, Landesbischof der Evangelisch-Lutherischen Kirche in Oldenburg
- Viktor Agartz – Wirtschaftswissenschaftler
- Dirk Agena – Jurist, Politiker (DNVP)
- Wolfgang Albers – , Arzt, Politiker (LINKE), MdA Berlin
- Helmuth Albrecht – Bergassessor, Politiker
- Wilhelm Albrecht – Arzt, Inspekteur des Sanitäts- und Gesundheitswesens
- Hans Peter Althaus – Sprachwissenschaftler
- Johannes Althusius – Theologe und Jurist
- Wilhelm Altmann – Historiker und Bibliothekar
- Karl Altmüller – Jurist und Schriftsteller
- Wolfgang Aly – Klassischer Philologe, Professor
- Hubertus von Amelunxen – Kunstgeschichtler
- Günther Anders – Sozialphilosoph
- Gert Anhalt – Journalist
- Hannah Arendt – Philosophin
- Hans Arens – Sprachwissenschaftler
- Adolf Arndt – Politiker und Jurist
- Ingrid Arndt-Brauer – Politikerin
- Christine Aschenberg-Dugnus – Politikerin
- Jens Asendorpf – Psychologe
- Axel Azzola – Jurist und Wahlverteidiger von Ulrike Meinhof im Stammheim-Prozess

B
- Rico Badenschier – Arzt, Politiker
- Jürgen Bähr – Geograph
- John Baillie – Schottischer Theologe
- Katarina Barley – Juristin, Politikerin
- Karl Barth – Theologe
- Sören Bartol – Politiker
- Anton de Bary – Mediziner, Botaniker
- Walter Bauer – Neutestamentler, Kirchenhistoriker
- Andre Baumann – Politiker, Staatssekretär
- Walter Baumgartner – Theologe
- Joe Bausch – Arzt, Jurist, Schauspieler
- Karl Theodor Bayrhoffer – 1848er Freiheitskämpfer
- Hanno Beck – Geograph, Humboldt-Forscher
- Richard Max Adolf Becker – Jurist, Politiker, Vizepräsident des Bundestages
- Ulrike Beisiegel – Biochemikerin
- Herbert Bellmer – Pädagoge und Schriftsteller
- Gottfried Benn – Schriftsteller
- Gerold Bepler – Onkologe
- Werner Bergengruen – Schriftsteller
- Erich Volkmar von Berlepsch – Statthalter in Thüringen
- Karl Bernhardi – Landesbibliothekar
- Gabriele Bischoff – Politikwissenschaftlerin, Politikerin (SPD), MdEP
- Karl Theodor Bleek – Jurist, Politiker
- Elsa Blöcher – Historikerin und Heimatforscherin
- Elisabeth Blochmann – Pädagogin und Philosophin
- Walter Bloem – Schriftsteller
- Hartmut Bobzin – Orientalist
- Otto Böckel (1859–1923) – „Hessischer Bauernkönig“, gründet 1886 die Deutsche Antisemitische Vereinigung
- Christoph Bode – Anglist und Amerikanist
- Claudia Bogedan –  Politikerin
- Friedrich Bohl – Politiker, Geschäftsmann
- Andreas Böhm – Philosoph und Mathematiker
- Rudolf Böhm – Anglist
- Herbert Böhme – Germanist, Lyriker, Publizist, nationalsozialistischer Kulturfunktionär
- Paul Boldt – Lyriker
- Wolfgang de Boor – Psychiater
- Joseph Borchmeyer – Jurist, Politiker
- Günther Bornkamm – Theologe
- Hans Böttcher (Philologe), Rundfunkpionier, Hörspielregisseur und -sprecher
- Torben Braga – Politikwissenschaftler, Politiker (AfD)
- Ferdinand Braun – Physiker und Nobelpreisträger
- Rudolf Breitscheid – Politiker
- Christian Brentano – Schriftsteller und Publizist
- Manfred Breuckmann – Sportreporter
- Klaus Bringmann – Althistoriker
- Alexander Crum Brown – Chemiker
- Christine Brückner – Schriftstellerin
- Peter Brunner – ev. luth. Theologe, Professor
- Heinz Brunotte – ev. luth. Theologe, Präsident der Kirchenkanzlei der EKD
- Karl Franz Ferdinand Bucher – Rechtswissenschaftler, auch Privatdozent in Marburg
- Ludwig Büff – Jurist, Richter, Staatsanwalt
- Rudolf Bultmann – ev. Theologe, Philosoph, Professor an der Philipps-Universität Marburg
- Johannes Buno – Pädagoge und Theologe
- Wolrad Burchardi – Rechtswissenschaftler
- Wolfgang Büsch – Jurist, Berliner Innensenator (SPD)
- Adolf Butenandt – Chemiker und Nobelpreisträger

C
- Jessie Cameron – Mathematikerin
- Otto von Campenhausen – Jurist, Staatsanwalt, Präsident des Kirchenamtes der EKD
- Leonhard Heinrich Ludwig Georg von Canngießer – Staatsmann
- Ernst Cassirer – Philosoph
- Dieter Cherubim – Germanist
- Helmut Claß – ev. luth. Theologie, Pfarrer, Ratsvorsitzender der EKD
- Carl Friedrich Wilhelm Claus – Zoologe
- Björn Clemens – Rechtsanwalt, Publizist, ehem. Politiker
- Wolfgang Clement – SPD-Politiker
- Carolus Clusius – niederl. Gelehrter, Arzt und Botaniker
- Hans Conzelmann – Theologe
- Valerius Cordus – Botaniker, Arzt, Pharmakologe und Naturforscher
- Willi Croll – Verbandsfunktionär

D
- Sevim Dağdelen – Politikerin (LINKE), MdB
- Max Danz – Arzt und Leichtathletikfunktionär
- Alexander Demandt – Althistoriker und Kulturwissenschaftler
- Heinrich Debus – Chemiker
- Alex Demirović – Sozialwissenschaftler, Vertreter der kritischen Theorie
- Frank Deppe – Politikwissenschaftler, Professor an der Philipps-Universität Marburg
- Hans-Ulrich Deppe – Mediziner, Soziologe
- Wilhelm Christoph Diede zum Fürstenstein – dänischer Diplomat
- Rudolf Diels – Jurist
- Patricia Irene Diffené – Anglistin
- Esther Dilcher – Notarin, Politikerin
- Wilhelm Dilich – Kartograph
- Franz von Dingelstedt – Theatermann
- Erich Dinkler – Christl. Archäologe
- Andreas Dittmann – Geograf
- Joachim Dorfmüller – Musikpädagoge, Musikwissenschaftler, Pianist und Organist
- Alexander Freiherr von Dörnberg – Jurist, NS-Diplomat
- Angela Dorn-Rancke – Politikerin
- Hanno Drechsler – Lehrer, Universitätsdozent, Politiker (SPD), Oberbürgermeister von Marburg
- Wolfgang Drechsler – Staatswissenschaftler
- Alfred Dregger – Politiker
- Ernst Dronke – Schriftsteller und Journalist
- Konrad Duden – Wegbereiter der deutschen Einheitsrechtschreibung
- Alfred Dührssen – Gynäkologe
- Martin Dutzmann – ev- luth. Theologe, Pfarrer, Prälat der EKD
- Heinz Düx – Richter (Auschwitz-Prozeß)

E
- Siegfried Ebel – Pharmazeut
- Walter Eckhardt – Rechtsanwalt, Ministerialbeamter, Politiker
- Ernst Eckstein – Schriftsteller
- Christoph Ehmann – Bildungsforscher
- Hans Eichel – Finanzminister, Ministerpräsident von Hessen
- Carl August Emge – Jurist
- Norbert-Christian Emmerich – Ökonom, Bänker (Vorstand WestLB)
- Erika Essen – Deutsch-Didaktikerin
- August-Martin Euler – Jurist, Politiker
- Ekkehart Eymer – Rechtsanwalt, Unternehmer, Politiker

F
- Horst Falk – Lehrer, Politiker
- Peter Feldmann – Oberbürgermeister (Frankfurt a. M.)
- Adolf Fick – Physiologe
- Franz Nikolaus Finck – Sprachwissenschaftler
- Hans Fischer – Chemiker und Nobelpreisträger
- Franz Chassot von Florencourt – Schriftsteller, Journalist
- Birger Forell – Pfarrer
- Reinhard von Frank – Prof. der Rechte, Strafrechtskommentator
- Edgar Franke – Politiker
- Edward Frankland – Chemiker
- Ernst Fresdorf – leitender Kommunalbeamter
- Karl Josef Friedrich – evangelischer Pfarrer und Schriftsteller
- Hans Friderichs – Jurist, Bundeswirtschaftsminister, Politiker und Banker
- Ferdinand Friedensburg – Bergassessor, Politiker
- Friedrich Wilhelm I. (Hessen-Kassel) – 1822–1824 Student in Marburg
- Theodor Frings – Germanist
- Georg Fritze – ev. Theologe, Pfarrer in der Bekennenden Kirche
- Detlev Fröhlich – Arzt, Kommandeur im Kommando Sanitätsdienst der Bundeswehr
- Hans Frohwein – Jurist, Richter, Diplomat
- Waldemar Fromm – Germanist
- Johann Nicolaus Frobesius

G
- Hans-Georg Gadamer – Philosoph
- Ernst Gallin – ev. Theologe, Pfarrer
- Jürgen Gansel – Politiker (NPD)
- Kurt Gärtner – Germanist
- José Ortega y Gasset – Philosoph
- Georg Gaßmann – Marburger Oberbürgermeister
- Martin Gassner-Herz – Politikwissenschaftler, Politiker (FDP), MdB
- Alexander Gauland – Jurist, Publizist und Politiker
- Johannes Geibel – Theologe
- Abraham Geiger – Orientalist, Rabbiner
- Hans W. Geißendörfer – Filmemacher
- Friedrich August Genth – Chemiker und Mineraloge (am. Frederick Augustus Genth)
- Karl Genzken – Mediziner, Chef des Sanitätsamtes der Waffen-SS
- Wolfgang Gerhardt – Politiker (FDP)
- Kurt Gerstein – Bergassessor, Arzt, SS-Hygieniker
- Anne Gidion – ev. luth. Theologin, Pfarrerin, Bevollmächtigte der EKD bei der BRD und der EU
- Jürgen Gießing – Sport- und Erziehungswissenschaftler
- Hans Bernd Gisevius – NS-Widerständler
- Paulgerhard Gladen – Jurist, Studentenhistoriker
- Klaus Hubert Görg – Wirtschaftsjurist
- Rainer Goebel – Psychologe
- Raffael Gordzielik – Kaufmann, Jurist, Rechtsanwalt, Strongman
- Arno Gottschalk – Politiker
- Kurt Graßhoff – Konteradmiral der Kaiserlichen Marine
- Timon Gremmels – Politiker
- Johann Peter Grieß (Griess) – Chemiker
- W. E. B. Griffin – Schriftsteller
- Brüder Grimm – Germanisten, Märchensammler
- Karl Grimm – Jurist
- Johannes Gross – Journalist
- Heinrich Grote – Arzt, SS-Mitglied, NS-Ärztefunktionär
- Georg Ulrich Großmann – Kunsthistoriker
- Josef Guggenmos – Lyriker, Kinderbuchautor
- Wilhelm Gülich – Bibliothekar und Politiker
- Antonius H. Gunneweg – Theologe
- Karl Eugen Guthe – dt.-am. Physiker

H
- Wilhelm Haas – Jurist, Diplomat

- Jürgen Habermas – Soziologe und Philosoph
- Katharina Hagena – Schriftstellerin
- Walter Hahland – Klassischer Archäologe
- Otto Hahn – Chemiker und Nobelpreisträger
- Adolf Haeuser – Vorsitzender des Marburger Universitätsbundes
- Salomon Hahndorf – Redakteur
- Thomas Haldenwang – Jurist, Präsident des Bundesamts für Verfassungsschutz
- Patrick Hamilton – Schotte, als Ketzer verbrannt
- Hildegard Hammerschmidt-Hummel – Anglistin
- Eberhard Werner Happel – Schriftsteller
- Jürgen Wilhelm Harms – Zoologe
- Hans Harmsen – Bevölkerungswissenschaftler
- Ernst von Harnack – Jurist, Politiker, NS-Widerstandskämpfer
- Juris Hartmanis – Informatiker und Turingpreisträger
- Michael Hartmann – Soziologe
- Fritz Hartung – Reichsgerichtsrat und Strafrechtskommentator
- Helmut Hasse – Mathematiker
- Johann Matthäus Hassencamp – ev. Theologe, Orientalist, Mathematiker
- Stefan Heck – Jurist, Politiker (CDU), MdB
- Georg Heer – Geheimer Justizrat und Studentenhistoriker
- Heinz Heimsoeth – Philosoph
- Martin Hein – ev. Bischof
- Gustav Heinemann – deutscher Bundespräsident
- Philipp Casimir Heintz – Geistlicher und Historiker
- Johannes Heintzenberger – hessischer Kanzler
- Kurt Heißmeyer – Arzt, NS-Verbrecher
- Karl Heldmann – Historiker
- Fritz Hellwig – Politiker
- Martin Hellwig – Ökonom
- Hermann Hengsberger – Jurist
- Arthur Henkel – Germanist
- Heinrich Henkel – Jurist
- Günter Henle – Jurist, Politiker, Musikverleger
- Helmut Henne – Germanist
- Dieter Henrich – Philosoph
- Hans-Hermann Hertle – Historiker
- Wolfgang Heubner – Mediziner, Pharmakologe
- Beatrice Heuser – Politologin
- Werner Heyde – Neurologe, Psychiater, erster Leiter der medizinischen Abteilung der „Zentraldienststelle T4“
- Cornelius von Heyl zu Herrnsheim – Jurist, Rechtsanwalt, Präses der EKD
- Klaus Hildebrand – Historiker, Professor
- Burkhard Hirsch – Jurist, Innenminister von Nordrhein-Westfalen, Vizepräsident des Deutschen Bundestages
- Thomas Archer Hirst – Mathematiker
- Barbara Hobom – Molekularbiologin
- Björn Höcke – Lehrer, Politiker (AfD)
- Herbert Hockemeyer – Arzt, Inspekteur des Sanitäts- und Gesundheitswesens
- Matei Hoffmann – Jurist, Diplomat
- Nadine Hoffmann – Politikerin
- Philipp Hoffmeister – reformierter Prediger, Märchensammler, Zeichner und Naturkundler
- Hans Holfelder – Arzt, Professor, SS-Mitglied
- Wilhelm Friedrich Hombergk zu Vach – deutscher Jurist und Kanzler der Grafschaft Hanau-Münzenberg
- Siegfried Hoppe-Graff – Pädagoge und Psychologe
- Carl Hueter – Chirurg
- Otto Hugo – Jurist, Politiker (Mitbegründer der DVP), Lobbyist
- Werner Hülle – Rechtswissenschaftler, Militärjurist, Richter
- Friedrich Hund – Physiker
- Wulf D. Hund – Soziologe
- Hermann Hupfeld – Theologe, Orientalist

I
- Johann Adam Freiherr von Ickstatt – Philosoph, Vertreter der Aufklärung, Direktor der Universität Ingolstadt und Begründer des bayerischen Realschulwesens

J
- Matthias Jaeger – Arzt, stellv. Inspekteur des Sanitätsdienstes der Bundeswehr
- Werner Jaeger – Klassischer Philologe
- Gerhard Jahn – Bundesjustizminister
- Werner Jansen – Philologe, Arzt, Schriftsteller, Professor und Ministerialreferent im Dritten Reich
- Otto Janson – Zoologe, Museumsdirektor, Dichter des Liedes „Alt-Marburg, wie bin ich dir gut!“
- Hans-Joachim Jentsch – Jurist
- Maria Jepsen – ev. Theologin, Bischöfin
- Hanns Jess – Jurist, Direktor des Bundeskriminalamts, Präsident des Bundesamts für Verfassungsschutz
- Otto John – Jurist, Präsident des Bundesamts für Verfassungsschutz
- Hans Jonas – Technik-Philosoph
- Franz Jügert – Jurist
- Hans-Gernot Jung – Theologe, Landesbischof
- Robert Jütte – Medizinhistoriker

K
- Ernst Käsemann – Theologe
- Margot Käßmann – Bischöfin der Evangelisch-Lutherischen Landeskirche Hannovers
- Joachim Kahl – Philosoph, promovierte an der Universität in ev. Theologie
- Astrid Kaiser – Erziehungswissenschaftlerin, promovierte an der Universität in Erziehungswissenschaften
- Jens Kamieth – Politiker
- Wilhelm Kamlah – Philosoph
- Jörg Kammler – Politologe
- Manfred Kanther – Jurist, Politiker (Bundesminister des Innern)
- Kirsten Kappert-Gonther – Ärztin, Politikerin
- Peter Kemper – Hörfunkjournalist HR
- Adolf Kempkes – Jurist, Politiker
- Achim Kessler – Politiker
- Wilhelm Kiesselbach – HNO-Arzt
- Kim Hwang-sik – Premierminister von Südkorea (Nachname im Koreanischen vorangestellt)
- Albrecht Kippenberger – Kunsthistoriker
- Christian von Kirchberg – Richter am Reichskammergericht in Wetzlar
- Gerhard Kircher – Rechtswissenschaftler, Richter, Beamter
- Melchior Kirchhofer – schweiz. Pfarrer
- Alexander Kissler – Journalist
- Albert Klein – Bischof
- Christoph Kleine – Religionswissenschaftler und Japanologe
- Josef Klik – Leichtathlet, Lehrer
- Carl Oskar Klipp – Arzt, NSDAP-Funktionär, Reichstagsabgeordneter
- Hermann Klingspor – Unternehmer, Politiker
- Kai Klose – Politiker
- Alexander Kluge – Jurist, Filmemacher
- Karl Knies – Ökonom
- Brigitte Knopf – Physikerin, Klimawissenschaftlerin Generalsekretärin des MCC, Mitglied im Expertenrat für Klimafragen
- Hans-Georg Knopp – Generalsekretär des Goethe-Instituts
- Ernst Koch – Jurist
- Michael Köhlmeier – Schriftsteller, Musiker und Moderator
- Alexander Koenig – Zoologe (Museum Koenig)
- Jürgen Kolbe – Germanist, Schriftsteller und Kommunalpolitiker
- Franz König
- Helmut Koester – Theologe
- N'Golo Konaré – blinder Deutschlehrer und Musiker aus Mali
- Heinz Kosok – Anglist
- Dieter Kramer – Ethnologe
- Stephan Joachim Kramer – Präsident des Thüringer Verfassungsschutzes, Politiker
- Heinrich Wilhelm Kranz –  Augenarzt, NS-Rassenhygieniker
- Klaus Peter Krause – Volkswirt, Journalist, stellv. Vorsitzender der Desiderius-Erasmus-Stiftung
- Pascal Krems – Ornithologe und Jurist
- Oswald Kroh – Pädagoge und Psychologe
- Friedrich Krollpfeiffer – Chemiker
- Otto Krug – Lebensmittelchemiker
- Gerhard Krüger – Philosoph
- Friedrich Ernst Krukenberg – Mediziner
- Wilhelm Krull – Stiftungsmanager
- Otto Kruse – Psychologe
- Hans Kuhn – Germanist
- Elisabeth Kula – Politikerin
- Siegmund Kunisch – Rechtsanwalt, Politiker (NSDAP)
- Hermann Kunst – ev. luth. Theologe, Pfarrer, ev. Militärbischof der Bundeswehr
- Annette Kurschus – ev. luth. Theologin, Pfarrerin, Ratsvorsitzende der EKD
- Alfred Kurzke – Mediziner, Lagerarzt im KZ Mittelbau-Dora
- Bernd Kuschnerus – ev. Theologe, Schriftführer der BEK
- Martin Kutscha – Jurist, Professor
- Hjalmar Kutzleb – Schriftsteller, Pädagoge

L

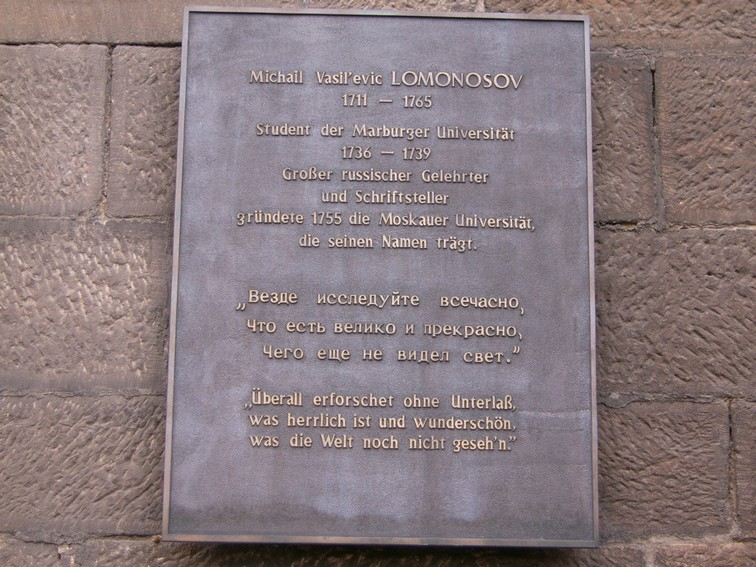
Besondere Gedenktafel an der Alten Universität Marburg

- Bernhard Lassahn – Germanist, Schriftsteller
- Olaf Latzel – ev. Theologe, Pfarrer
- Thorsten Latzel – ev. Theologe, Pfarrer, Präses der Evangelischen Kirche im Rheinland
- Caren Lay – Politikerin (LINKE), MdB
- Gertrud von Le Fort – Schriftstellerin
- Rudolf Lehmann – Rechtswissenschaftler, Militärrichter, Kriegsverbrecher
- Volkmar Lehmann – Slawist
- Robert Lehr – Bundesminister des Innern
- Georg Leibbrandt – Dolmetscher und Bürokrat, Teilnehmer der Wannseekonferenz
- Nechama Leibowitz – Bibelforscherin und Lehrerin
- Werner Leich – ev. luth. Theologe, Pfarrer, Landesbischof der ELKTh
- Friedrich Leinert – Komponist und Musikwissenschaftler
- Ernst Lemmer – Politiker
- Werner Lensing – Pädagoge, Politiker (CDU), MdB
- Otto Lenz – Jurist, Politiker (Chef des Bundeskanzleramts)
- Stephan Lessenich – Soziologie-Professor
- Heinrich Leuchter – Theologe
- Dagmar Leupold – Schriftstellerin
- Friedrich von der Leyen – Germanist
- Wilhelm Liebknecht – Politiker
- Peter Liese – Arzt, Politiker (CDU), MdEP
- Hansjoachim Linde – Arzt, Inspekteur des Sanitätsdienstes
- Georg Lindemann – Jurist, Politiker, Bürgermeister
- Werner Link – Politikwissenschaftler, Professor
- Angelika Löber – Politikerin
- Harald Lönnecker – Jurist, Historiker, Archivar, Professor, Studentenhistoriker
- Jakob Loewenberg – Schriftsteller, Pädagoge
- Hans von Loewenstein zu Loewenstein – Bergassessor, Politiker, Manager
- Michail Wassiljewitsch Lomonossow – russischer Naturforscher und Dichter, Mitbegründer der Moskauer Universität
- Friedrich Lucae – Jurist und Schriftsteller
- Carl Ludwig – Mediziner, Physiologe
- Alexander Lüdeke – Autor und Übersetzer
- Christina Luft – Psychologin und Profi-Tänzerin
- Björn Lüttmann – Politiker

M
- Ernst Friedrich Georg Otto von der Malsburg – Jurist, Schriftsteller
- Wilhelm Mangold – Theologe, Professor, Politiker, Universitätsrektor in Marburg und Bonn
- Adelbert Matthaei – Kunsthistoriker
- Ulrich Mäurer –  Politiker
- Bernd Baron von Maydell – Jurist
- Andreas Mayer
- Hermann Adolph Meinders – Jurist, Geschichtsschreiber und Historiker
- Ulrike Meinhof – Journalistin, RAF-Gründungsmitglied und Linksterroristin
- Ernst Meister – Schriftsteller
- Friedrich Mennecke – Arzt, Gutachter bei NS-Krankentötungen und -Selektionen
- Nikolai Alexandrowitsch Menschutkin – Chemiker
- Balthasar Mentzer der Jüngere – Theologe
- Peter Merseburger – TV-Journalist
- Friedrich Merz – Jurist, Politiker (CDU)
- Tobias Meyer – Politiker
- Friedrich Michael – Verleger
- Paul Julius Möbius – Arzt, Publizist
- Albert Molnár – reform. Theologe
- Ludwig Mond – Chemiker, Industrieller
- Wolfgang J. Mommsen – Historiker (Zwillingsbruder des Historikers Hans Mommsen)
- Salomon Hermann Mosenthal – Schriftsteller
- Friedrich von Motz – preußischer Finanzminister
- Hans Much – Mediziner und Schriftsteller
- Franz Walter Müller – Romanist
- Olaf Müller – Politiker
- Erich Müller-Gangloff – Publizist
- Horst Haider Munske – Germanist
- Dietrich Murswiek – Jurist, Professor
- Georg Heinrich Mylius (1884–1979) – Pharmazeut

N
- Hubert Naendrup – Jurist, Professor, Rektor der Universität Münster
- Otto Nasse – Mediziner
- Michael Naumann – Publizist (Die Zeit)
- Thomas Nauss – Umweltinformatiker, Professor, Präsident der Universität Marburg
- Gerhard Nebel – Schriftsteller
- Helmut Neuhaus – Historiker
- Friedrich Neumann – Germanist
- Gotthard Neumann – Prähistoriker
- Heinrich Northe – Jurist, Diplomat

O
- Peter Oberender – Volkswirt
- Ferdinand Ochs – Landrat
- Friedrich Oetker – Jurist, Politiker
- Stephan Oettermann – Kulturhistoriker, Autor
- Richard Ohnsorg – Schauspieler und Theaterleiter
- Dietrich Oldenburg – Präsident des Landesarbeitsamtes Hessen, Schriftsteller

P
- Boris Pasternak – Schriftsteller und Nobelpreisträger
- Friedrich Paulus – Offizier
- Jutta Paulus – Apothekerin, Politikerin (Grüne), MdEP
- Armin Pfahl-Traughber – Politikwissenschaftler und Soziologe, Professor
- Peter Pfannenstiel – Arzt, Professor
- Ruth Pfau – Lepra-Ärztin in Pakistan und Ordensschwester
- Franz Pfeffer von Salomon – Jurist, Politiker, Kommandant des „Freikorps Westfalen“, SA-Führer
- Wilhelm Pfeffer – Botaniker
- Ludwig Georg Karl Pfeiffer – Arzt, Botaniker
- Klaus Pickshaus – Politikwissenschaftler
- Johann Jakob von Pistor – russischer Generalleutnant
- Albert Pfuhl – hessischer Landespolitiker (SPD)
- Hans-Friedrich von Ploetz – Jurist, Diplomat
- Julius Plücker – Mathematiker und Physiker
- Franz Pöggeler – Pädagoge
- Reinfried Pohl – Versicherungsmagnat
- Tanja Pommerening – Ägyptologin
- Georg von Porbeck – Jurist
- Otto von Porbeck – Jurist
- Wolfgang Pott – Jurist
- Gerhard Prinz – Vorstandsvorsitzender der Daimler AG 1980–1983
- Friedrich Prüser – Direktor des Staatsarchivs Bremen
- Johann Stephan Pütter – Jurist

Q
- Alfred de Quervain – Theologe

R
- Ulrich Raulff – Direktor des Deutschen Literaturarchivs Marbach
- Ludwig Rehn – Arzt
- Klaus Reichert – Präsident der Deutschen Akademie für Sprache und Dichtung in Darmstadt
- Heidi Reichinnek – Politikwissenschaftlerin, Politikerin (LINKE), MdB
- Adolf Reichwein – Pädagoge
- Paul Reimers – Jurist, Richter am Volksgerichtshof
- Helmut Reitze – HR-Intendant
- Ernst Retzlaff – Jurist, Politiker (NSDAP)
- Kurt Reuber – Pfarrer, Arzt, bildender Künstler (Stalingradmadonna)
- Ernst Reuter – Politiker (SPD), Regierender Bürgermeister von Berlin
- Wilhelm Heinrich Riehl – Kulturhistoriker
- Sigurd Rink – ev. luth. Theologe, Pfarrer, ev. Militärbischof der Bundeswehr
- Heinz Risse – Schriftsteller und Automobilrennfahrer
- Henning Ritter – Journalist, Übersetzer, Schriftsteller
- Robert Ritter – Arzt, NS-Rassenhygieniker
- Carl-Heinz Rodenberg – Arzt, Gutachter bei der Aktion T4
- Julius Rodenberg – Schriftsteller
- Georg Rohde – Altphilologe
- Werner Rohde – Zahnarzt, Arzt, SS-Mitglied, KZ-Lagerarzt
- Dietmar Rothermund – Historiker
- Helmut Rückriegel – Diplomat
- Vera Rüdiger – Lehrerin, Politikerin (SPD)
- Georg August Rudolph – Jurist, Oberbürgermeister von Marburg
- Helmut Rühl – Arzt, beteiligt an Menschenexperimenten im KZ Natzweiler-Struthof
- Hans Gottlob Rühle – Jurist

S
- Martin Sabrow – Historiker
- Ute Sacksofsky – Juristin, Professorin, Richterin am Staatsgerichtshof Bremen
- Jasep Saschytsch – belarussischer Politiker und Offizier
- Ferdinand Sauerbruch – Chirurg
- Botho Prinz zu Sayn-Wittgenstein-Hohenstein – DRK-Ehrenpräsident
- Alexander Michailowitsch Saizew – Chemiker
- Hans Joachim Schaefer – Dramaturg
- Thomas Schäfer – Politiker
- Jan Schalauske – Politiker
- Gustava Schefer-Viëtor – Pädagogin, Erziehungswissenschaftlerin, Geschlechterforscherin und Feministin
- Heinrich Scheffer – Bürgermeister von Kirchhain
- Walter Schellenberg – Jurist, Polizeioffizier, SS-Mitglied, Leiter der Geheimdienste im RSHA
- Ernst Scheller – Historiker, Journalist, Politiker
- Heinrich Schlier – Theologe
- Jürgen Schmädeke – Historiker, Journalist
- Hugo-Heinz Schmick – Mediziner, SS-Mitglied, KZ-Arzt
- Stefan S. Schmidt – Maler
- Heinrich Schneider – Rechtsanwalt, Politiker
- Paul Schneider – Pfarrer
- Wolfgang Schöller – Kunsthistoriker
- Ernst Scholz – Jurist, Politiker (Reichswirtschaftsminister)
- Bernhard Schramm – Bankmanager
- Gottfried Schramm – Osteuropahistoriker
- Paul Schreckenbach – Pfarrer, Verfasser historischer Romane
- Klaus Schrenk – Generaldirektor der Bayerischen Staatsgemäldesammlungen
- Beate Schücking – Medizinerin, Rektorin der Universität Leipzig
- Walter Schulz – Philosoph
- Joachim Schuster – Politikwissenschaftler, Politiker (SPD), MdEP
- Heinrich Schütz – Komponist
- Armin Schwarz – Pädagoge, Politiker (CDU), ex-MdL Hessen, MdB
- Anton Schwob – österreichischer Germanist
- Heinrich Wolfgang Seidel – Schriftsteller
- Reimund Seidelmann – Politologe, Kunstsammler
- Adolf Seiser – Arzt, Hygieniker, Professor
- Konrad Seitz – Diplomat, Autor
- Elisabeth Selbert – Juristin, Politikerin
- Bogislav von Selchow – Schriftsteller, Studentenkorps-Führer 1920
- Hans Sennholz – deutscher Ökonom und US-Hochschullehrer
- Robert Servatius – Jurist
- Vasily Sesemann – baltischer Philosoph
- Manfred Siebald – Amerikanist
- Friedrich Siebert – Apotheker, Ehrenbürger der Stadt Marburg

- Fritz Siemens – Mediziner
- Konstantinos Simitis – Ministerpräsident Griechenlands von 1996 bis 2004
- Spiros Simitis – Jura-Professor, Vorsitzender des Nationalen Ethikrates
- Ronald Smelser – am. Historiker
- Hans Somborn – Schauspieler und Regisseur
- Daniela Sommer – Politikerin
- Peter Spahn – Jurist, Politiker
- Philip Stein – neurechter Verleger des Jungeuropa Verlags, Publizist, Leiter von Ein Prozent
- Peter Steinacker – Kirchenpräsident
- Rolf Steininger – Historiker
- Lothar Stengel-von Rutkowski – Arzt, NS-Rassenhygieniker
- Helmut Spengler – ev. Theologe, Kirchenpräsigent der EKHN
- Werner Friedrich Julius Stephan von Spiegel – Naturfreund („Spiegelslust“)
- Karlheinz Spielmann – Jurist
- Thomas Spies – Arzt, Politiker, Oberbürgermeister Marburgs
- Heinrich Spoerl – Schriftsteller
- Gerd Springorum – Politiker, Manager
- Lothar Stengel-von Rutkowski – Arzt, SS-„Rassenhygieniker“
- Alfred Walter Stewart – Chemiker u. Verfasser von Detektivromanen (J. J. Connington)
- Georg Christian Stiebeling – Arzt, Sozialist
- Edward Stilgebauer – Schriftsteller
- Benedikt Stilling – Mediziner
- Otto von Strahl – Jurist, Diplomat, NS-Widerstandskämpfer
- Richard Strahl – Jurist, Ministerialrat
- Michael P. Streck – Altorientalist
- Carl Strehl – Mitbegründer der Deutschen Blindenstudienanstalt
- Michael Stürmer – Historiker
- Philine Sturzenbächer – Politikerin
- Emil Stumpp – Maler und Zeichner
- Tawara Sunao – Mediziner
- Friedrich Sylburg – Klass. Philologe
- Werner Sylten – Pfarrer

T
- Władysław Tatarkiewicz – Philosoph
- Walter Thiel – Chemiker
- Helmut Thielicke – Theologe
- Otto Georg Thierack – Jurist, Politiker, Reichsjustizminister
- Horst Thurmann – ev. Theologe, Pfarrer
- Gerhard Kreuzwendedich Todenhöfer – Jurist, Beamter im Auswärtigen Amt, Manager
- Werner Todenhöfer – Jurist, Richter
- Axel Troost – Volkswirt, Politiker
- John Tyndall – Physiker, Entdecker des Tyndall-Effekts

U
- Roland Ulbrich – Rechtsanwalt, Politiker
- Wilhelm Uloth – Jurist, Politiker
- Armin Ulrich – Regisseur

V
- Konrad Vanja – Direktor des Museums für Europäische Kulturen, Berlin
- Theo Vennemann – Sprachwissenschaftler
- Otmar von Verschuer – NS-Wissenschaftler und StuKoMa
- Louis Viereck – Politiker, Journalist
- August Vilmar – konservativer hessischer Staatsmann, Theologe und Germanist
- Ludwig von Vincke – preußischer Reformer
- Hans-Jochen Vogel – Justizminister, SPD-Bundesvorsitzender, Kanzlerkandidat, Oberbürgermeister von München
- Werner Vogel – Jurist, Ministerialrat, Politiker (Grüne)
- Alice Voinescu – rumänische Philosophin, Essayistin und Übersetzerin
- Jacob Volhard – Chemiker
- Gerhard Volkheimer – Gastroenterologe
- Karl Vorländer – Philosoph
- Birgit Voßkühler – Rechtswissenschaft

W
- Ernst Wachler – Gründer des Bergtheaters in Thale/Harz
- Hans Heinrich Wachs – Mediziner, Gutsbesitzer und Politiker
- Wilhelm Wagner – Mediziner
- Walter Wallmann – Politiker, hessischer Ministerpräsident
- Katy Walther – Politikerin
- Torsten Warnecke – Politiker
- Hermann Weber – Historiker
- Werner Wedemeyer – Jurist
- Ferdinand Weerth – Theologe
- Max Weinreich – Jiddist
- Wilhelm Weischedel – Philosoph
- Johannes Weiß – ev. Theologe, Professor
- Jürgen Weitkamp – Arzt und Zahnarzt, Präsidenten der Bundeszahnärztekammer
- Harald Weyel – Politiker
- Friedrich Weyrauch – Arzt, Hygieniker, Professor
- Herbert Ernst Wiegand – Germanist, Linguist
- Ludolf Wienbarg – Publizist
- Dirk Wiese – Politiker
- Franziska Wiethold – ehemalige Vizechefin der Gewerkschaft HBV
- Paul Wigand – Jurist
- Ludwig von Wildungen – Oberforstmeister und Jagdschriftsteller
- Ulrich Wilken – Politiker
- Karl Georg Winkelblech – Chemiker, Nationalökonom
- Dmitri Iwanowitsch Winogradow – Erfinder des russischen Hartporzellans und Begründer der Porzellanmanufaktur in St. Petersburg
- Gilbert Winram – schottischer Theologe
- Wolfgang Wippermann – Historiker
- Andreas Wiß – Dichter
- Georg Wittig – Chemiker und Nobelpreisträger
- Friedrich Wöhler – Chemiker
- Peter Woeste – Diplomat
- Iris Wolff – Schriftstellerin
- Karl Dietrich Wolff – SDS-Vorsitzender, Verleger
- Kurt Wolff – Verleger
- Olaus Wormius – Ole Worm, Reichs-Archivar von Dänemark, Archäologe
- Willi Wottreng – Journalist und Buchautor
- Hermann Wurmbach – Zoologe
- Ulrich Wyss – Germanistik-Professor
- Daniel Albert Wyttenbach – Altphilologe

Y
- Oğuzhan Yazıcı – Politiker
- Alexandre Yersin – Mediziner, Entdecker des Pesterregers (Yersinia pestis)

Z
- Andreas Zick – Sozialpsychologe
- Karl Ziegler – Chemiker und Nobelpreisträger
- Georg Zülch – Jurist, Politiker

## Ehrenbürger und Ehrensenatoren
Die Philipps-Universität kann Persönlichkeiten ehren, die sich durch besondere Verbundenheit zur Universität auszeichnen. Ab 1921 erhielten diese den Titel „Ehrenbürger“ der Universität, 1927 erfolgte die Umbenennung in „Ehrensenator“.
- Adolf Haeuser, Jurist und Chemiker (Verleihung 1921)
- Otto Ubbelohde, Radierer und Illustrator (Verleihung 1921)
- George D. Horst, Unternehmer für Strumpf- und Maschenwaren, Kunstsammler (Verleihung 1922)
- Ludwig Pfeiffer, Jurist, bis 1934 Direktor der Deutsche-Bank-Filiale in Kassel und ab 1945 Vorsitzender der IHK Kassel (Verleihung 1923)
- Paul Guder, Geheimer Medizinalrat (Verleihung 1923)
- Emil Sardemann, Medizinalrat (Verleihung 1923)
- Gottlieb Braun, Verlagsbuchhändler in Marburg (Verleihung 1927) (*)
- Friedrich Grimm, außerordentlicher Professor in Münster, Rechtsanwalt und Publizist (Verleihung 1927) (*)
- Heinrich Hopf, Sozialdemokrat und Kommunalpolitiker. Stadtverordnetenvorsteher in Frankfurt von 1919 bis 1924, Vorsitzender des Provinziallandtags der Provinz Hessen-Nassau (Verleihung 1927)
- Hans Jenner, Landrat (Verleihung 1927)
- Christian Jakob Kappus, Mittelschullehrer in Wiesbaden (Verleihung 1927) (*)
- Alexander von Keudell, Jurist, Landrat (Verleihung 1927)
- Robert Lehr, Oberbürgermeister von Düsseldorf  (Verleihung 1927)
- Wilhelm Lutsch, Landeshauptmann in Wiesbaden und Zentrumspolitiker, Aberkennung der Ehrensenatorenwürde 1938, nach dem Ende der Zeit des Nationalsozialismus wieder als Ehrensenator geführt (Verleihung 1927)
- Johannes Mueller, Jurist, Oberbürgermeister von Marburg (Verleihung 1927)
- Gottfried Rabe von Pappenheim, Jurist, Landrat und Landeshauptmann in Hessen (Verleihung 1927)
- August Rohde, Justizrat und Stadtverordnetenvorsteher von Marburg (Verleihung 1927)
- William Rosenblath, Neurologe (Verleihung 1927)
- Otto Schellmann, Jurist, Landesrat, stellvertretender Landeshauptmann in Kassel (Verleihung 1927)
- Wilhelm Schmieding, Landrat, Abgeordneter (DVP), ab 1921 dann Landesdirektor des Freistaates Waldeck-Pyrmont (Verleihung 1927)
- Adolfo Schürmann, Arzt (Verleihung 1927)
- Ernst August Schwebel, Landrat des Kreises Marburg (Verleihung 1927) (*)
- Georg Thöne, Präsident der Landesversicherungsanstalt für Hessen-Nassau und SPD-Politiker, Aberkennung der Ehrensenatorenwürde 1938, nach dem Ende der Zeit des Nationalsozialismus wieder als Ehrensenator geführt (Verleihung 1927)
- Werner Tönsmann, Generaldirektor der deutschen landwirtschaftlichen Hauptgenossenschaft in Korbach (Verleihung 1927) (*)
- Oswald Waldschmidt, deutscher Amtsrichter und Politiker (DNVP) (Verleihung 1927)
- Richard Weber, Herausgeber der „Kasseler Post“ und Vorsitzender des mitteldeutschen Zeitungsverlegerverbandes (Verleihung 1927)
- Paul Duden, Direktor der Farbwerke Hoechst, Sohn des Germanisten Konrad Duden (Verleihung 1928) (*)
- Hermann Mengel, Chemiker, leitender Mitarbeiter der Farbwerke Hoechst (Verleihung 1928)
- Julius Grimm, Landgerichtspräsident und Stadtverordnetenvorsteher in Hanau (Verleihung 1929)
- Hermann Wenzel, Geheimer Justizrat, Universitätsrichter (Verleihung 1929)
- Ernst Leitz, Leiter der Optischen Werke in Wetzlar (Verleihung 1931)
- Ernst von Hülsen, Oberpräsident der Provinz Hessen-Nassau in den Jahren 1932 und 1933, Kurator der Philipps-Universität Marburg (Verleihung 1932) (*)
- Heinrich Hackmann, Ordentlicher Professor für Religionsgeschichte an der Universität Amsterdam (Verleihung 1934)
- Max Schindowski, Ministerialrat a. D. in der Hochbauabteilung des Preußischen Finanzministeriums (Verleihung 1934)
- Bogislav Freiherr von Selchow, Fregattenkapitän a. D., Freicorpsführer (Verleihung 1939) (*)
- Emil Krückmann, Geheimer Medizinalrat und Professor für Augenheilkunde (Verleihung 1940)
- Karl Weinrich, Gauleiter Kassel (Verleihung 1940) – Weinrich lehnte die Ehrung ab und war daher nie Ehrensenator (*)
- Wilhelm Traupel, Landeshauptmann der Provinz Hessen-Nassau in Kassel und SS-Oberführer (Verleihung 1940) (*)
- Carl-Ludwig Lautenschläger, stellvertretendes Vorstandsmitglied der I.G. Farben (Verleihung 1941) (*)
- Hans Alfred Engel, Jurist, Studium und Promotion in Marburg. Direktor der Sozialabteilung im Reichsarbeitsministerium, ab 1942 als Staatssekretär im Ministerium (Verleihung 1941) (*)
- Konrad von Monbart, Jurist, seit 1933 Regierungspräsident in Kassel (Verleihung 1944) (*)
- Anton Kippenberg, Germanist, Verleger und Leiter des Insel-Verlags von 1905 bis 1950, Präsident der Goethe-Gesellschaft 1938 bis 1950 (Verleihung 1949) (*)
- Alexander Beck, Professor für römisches und schweizerisches Recht an der Universität Bern (Verleihung 1949)
- Paul Ferdinand Jacobsthal, Archäologe (Verleihung 1950)
- Friedrich August Pinkerneil – Wirtschaftsfunktionär, Ehrensenator und Ehrendoktor (Verleihung 1950)
- Reinhold Letschert, Leiter der Volksbank Kassel (Verleihung 1952)
- Fritz Hoch, Regierungspräsident Kassel (SPD) (Verleihung 1952)
- Alan Coatsworth, Geschäftsmann im Versicherungswesen und Förderer internationaler christlich-jüdischer Verständigung aus Toronto, Kanada (Verleihung 1952)
- Georg Häring, Landeshauptmann in Kassel (SPD)(Verleihung 1952)
- Wilhelm Schoof, Germanist und Oberstudiendirektor in Bad Hersfeld (Verleihung 1952) (*)
- Michel Erlenbach, Chemiker, Mitglied des Vorstands der Farbwerke Hoechst und Aufsichtsratsvorsitzender der Behringwerke (Verleihung 1955)
- Willy Viehweg, Reformpädagoge und Ministerialdirektor im hessischen Kultusministerium (SPD) (Verleihung 1958)
- Karl Winnacker, Chemiker und Direktor der Farbwerke Hoechst (Verleihung 1959) (*)
- Bertram Schaefer, Unternehmer und Inhaber einer Tapetenfabrik (Verleihung 1961)
- Karl Larsen, Direktor der Rheingauer Volksbank in Geisenheim, Vorsitzender des deutschen Genossenschafts- und Raiffeisenverbandes (Verleihung 1965) (*)
- Heinz Massingh, Direktor eines Montanunternehmens, Präsident der Industrie- und Handelskammer Kassel von 1952 bis 1966 (Verleihung 1966)
- Herbert Reichel, Textilunternehmer (Verleihung 1967) (*)
- Karl Vötterle, Verleger in Kassel (Verleihung 1968)
- Martha Schmidtmann, Pathologin (Verleihung 1968)
- Marie Luise Zarnitz, Chemikerin und Kunstsammlerin (Verleihung 1996)
- Reinfried Pohl, Unternehmer (Verleihung 1998)
- Hilde Eitel, Unternehmerin und Textildesignerin (Verleihung 2002)

Der Senat der Universität Marburg missbilligt das Verhalten der mit (*) bezeichneten Personen in der Zeit des Nationalsozialismus.

## Besucher / mit der Universität verbundene Personen
- Stephan Agricola – Reformator (Marburger Religionsgespräch)
- Bettina von Arnim – Schriftstellerin (siehe Marburger Haus der Romantik)
- Reinhard Balzer – Mäzen (Mineralogisches Museum)
- Paul Baum – Maler, Professor für Malerei in Kassel, Ehrendoktorwürde der Philipps-Universität 1927
- Howard P. Becker – amerik. Universitätsoffizier
- Friedrich Ludwig von Berlepsch – Präfekt
- Ludwig Bickell – Denkmalschutz-Landeskonservator
- Ernst Biltz – Pharmazeut, Chemiker, Ehrendoktor 1888
- Marie Anne Victorine Boivin – Hebamme, Verfasserin eines frühen Standardwerkes zur Geburtshilfe, Ehrendoktorin 1828
- Wilhelm Braun-Elwert – Universitätsbuchhändler
- Clemens Brentano – Dichter
- Johannes Brenz – Reformator (Marburger Religionsgespräch)
- Giordano Bruno – Dichter und Philosoph, als Ketzer verbrannt
- Martin Bucer – Reformator (Marburger Religionsgespräch)
- Joachim Heinrich Campe – Pädagoge
- José Carreras – Tenor (Ehrendoktor 2006)
- Wolfgang Clement – Politiker, ehemaliger Rechtsreferendar am Institut für Prozessrecht
- Alan Coatsworth – Mäzen (Universitätsbibliothek)
- Henry Crabb Robinson – Journalist und Schriftsteller
- Paul Deussen – Philosophie-Historiker, Indologe
- Johannes Dieckmann – DDR-Volkskammerpräsident („Gesamtdeutsches Gespräch“ am 13. Januar 1961)
- Paul Duden – Vorsitzender des Marburger Universitätsbundes
- Carl Duisberg – Industrieller („Dr.-Carl-Duisberg-Haus“, Studentenwohnheim)
- Karl Egermann – Geschäftsführer des Marburger Studentenwerks
- T. S. Eliot – Schriftsteller (Ferienkursteilnehmer 1914)
- Anton Fridrichsen – skand. Theologe (Ehrendoktor 1927)
- Max Frisch – Schriftsteller (Ehrendoktor 1962)
- Hansgeorg Gareis – Vorsitzender des Marburger Universitätsbundes
- Carl Graepler – Direktor des Marburger Universitätsmuseums
- Alfred Gysi – Schweizer Zahnmediziner (Ehrendoktor 1927)
- Johann Otto Ludwig Christian Hach – Universitäts-Zeichenlehrer (Dr. phil. 1831)
- Edward Hartshorne – amerik. Universitätsoffizier
- Kaspar Hedio – Reformator (Marburger Religionsgespräch)
- Jules Alphonse Hoffmann – Biologe und Medizin-Nobelpreisträger, ehemaliger Postdoktorand an der Philipps-Universität
- August Heinrich Hoffmann von Fallersleben – Germanist (Besuch bei August Vilmar)
- Arthur J. Hopkinson – British and Indian Civil Servant (Ferienkursteilnehmer 1914)
- Ernst von Hülsen – Kurator der Philipps-Universität
- Alexander von Humboldt – Naturforscher
- Wilhelm von Humboldt – Staatsmann
- Otmar Issing – Ökonom
- Johann Peter Theodor Janssen – Maler (Wandbilder in der Universitätsaula, Ehrendoktor 1904)
- Justus Jonas der Ältere – Reformator (Marburger Religionsgespräch)
- Marie Luise Kaschnitz – Schriftstellerin
- Anton Kippenberg – Verleger
- Katharina Kippenberg – Lektorin
- Albrecht Kippenberger (1890–1980), Kunsthistoriker und erster Direktor des Universitätsmuseums
- Benedikt Klein – mediävistischer Germanist
- Heinz Kloss – Sprachwissenschaftler
- Carl Knetsch – Staatsarchivdirektor
- Adolph Knigge – Schriftsteller
- Samson B. Knoll – Chief Interrogator for Military Government Information Control der US-Armeeverwaltung (OMGUS) in Marburg 1945/46, Germanist und Historiker
- Gustav Könnecke – Grimmelshausen-Forscher
- Walter Kröll – Universitätspräsident
- Friedrich Küch – Staatsarchivdirektor
- Will Lammert – Bildhauer (Gefallenendenkmal der Universität 1927)
- Georg Landau – Archivar (Ehrendoktor 1846)
- Alexander Linnemann – Architekt (Gestaltung der Aula von 1891)
- Felix Lobrecht – deutscher Comedian und Podcaster
- Martin Luther – Reformator (Marburger Religionsgespräch)
- Friedrich von Matthisson – Dichter
- Philipp Melanchthon – Reformator (Marburger Religionsgespräch)
- Adolph Menzel – Maler
- Sophie Mereau – Schriftstellerin
- Geoffrey Nuttall – Geistlicher und Kirchenhistoriker
- Carl Ochsenius – Geologe
- Johannes Oekolampad – Reformator (Marburger Religionsgespräch)
- Andreas Osiander – Reformator (Marburger Religionsgespräch)
- Franz von Papen – Politiker („Marburger Rede“ 1934)
- Robert Prutz – Schriftsteller, Verleger, Journalist
- Barry Raftery – ir. Archäologe u. Keltologe
- Carl Schäfer – Architekt („Alte Universität“)
- Caroline Schelling – Schriftstellerin und „Muse“
- Otto Schmeil – Biologie-Didaktiker und Fachbuch-Autor
- Helmut Schmidt – Politiker, Publizist (Ehrendoktor 2006)
- Albert Schweitzer – Arzt, Theologe (Ehrendoktor 1952)
- Otto von Solms – Rektor (um 1567)
- Louis Spohr – Musiker, Komponist (Ehrendoktor 1827)
- Kurt Steinmeyer – Direktor des Gymnasiums Philippinum
- Carl Stock – Bildhauer (Bronze „Tennisspielerin“ 1927)
- Shepard Stone – Journalist („New York Times“) und Historiker; organisierte 1945/46 den Aufbau einer demokratischen Presse in der amerikanischen Besatzungszone
- Tendzin Gyatsho – 14. Dalai Lama (Ehrendoktor 2009)
- Otto Ubbelohde – Märchen-Illustrator (Grimms), Maler
- Hans Vießmann – Mäzen (Marburger Universitätsbund)
- Martin Viessmann – Unternehmer, Mäzen (Marburger Universitätsbund)
- Conrad Westermayr – Direktor der Staatlichen Zeichenakademie in Hanau
- Karl Winnacker – Vorsitzender des Marburger Universitätsbundes
- Daniel Jeanne Wyttenbach – Marburgs erste Ehrendoktorin 1827: Schriftstellerin, Philhellenin und Mäzenin
- Rudolf Zingel – Universitätspräsident 1971–1979
- Christian Zippert – Bischof der Evangelischen Kirche von Kurhessen-Waldeck
- Ulrich Zwingli – Reformator (Marburger Religionsgespräch)